# Fàbrica tèxtil la Sebastiana
La Fàbrica tèxtil la Sebastiana és una obra de Sant Joan les Fonts (Garrotxa) inclosa a l'Inventari del Patrimoni Arquitectònic de Catalunya.

## Descripció
És un grandiós edifici de planta rectangular amb teulat a quatre aigües. Disposa de planta baixa, dos pisos superiors i golfes. Les obertures estan repartides simètricament, emmarcades per rajols imitant carreus de pedra. Al costat de la fàbrica hi ha una petita colònia on residien els primers treballadors de la fàbrica. Actualment està deshabitada.

## Història
A la vila d'Olot i comarca es genera, durant la segona meitat del segle xix, un fort nucli industrial; entre Olot i Sant Joan les Fonts, especialment a les voreres del Fluvià, es comptabilitzaren una cinquantena de fàbriques de teixits, paper, filats, adobats, barretines, gèneres de punt, farines, tintoreria, barretines, foneria i la fabricació típicament olotina, d'imatgeria religiosa. Això no obstant, el canvi de les fonts d'energia i l'estrangulació produïda per la manca de comunicacions provocaren una crisi insostenible que generà greus conflictes socials.